# Sösdala
Sösdala est une localité de Suède dans la commune de Hässleholm en Scanie.
Sa population était de 1 935 habitants en 2019.